# بوبي كوربيت
بوبي كوربيت (بالإنجليزية: Bobby Corbett)‏ (16 مارس 1922 بنيوكاسل أبون تاين في المملكة المتحدة - 1 أكتوبر 1988 بنيوكاسل أبون تاين في المملكة المتحدة) هو لاعب كرة قدم بريطاني (وحمل سابقاً جنسية المملكة المتحدة لبريطانيا العظمى وأيرلندا) في مركز الدفاع. لعب مع نادي ميدلزبره ونادي نورثامبتون تاون ونيوكاسل يونايتد.

## وصلات خارجية
- بوبي كوربيت على موقع قاعدة بيانات كرة القدم.إي يو (الإنجليزية)